# Pekařka

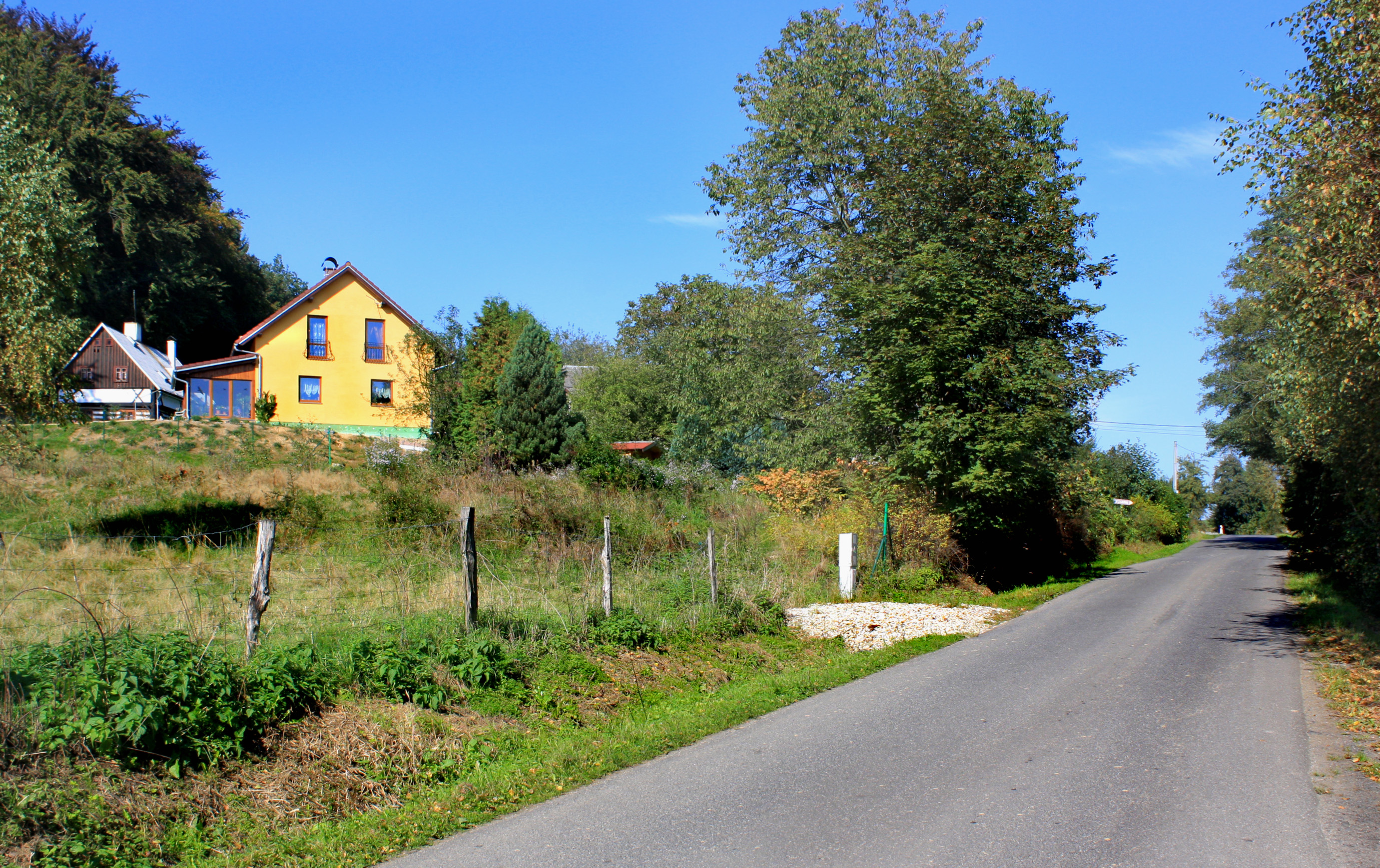
Pekařka

Pekařka (deutsch Bäckenhain) ist ein Ortsteil der Gemeinde Bílý Kostel nad Nisou in Tschechien. Er liegt sechs Kilometer südöstlich von Hrádek nad Nisou und gehört zum Okres Liberec.

## Geographie
Pekařka befindet sich nordwestlich des Jeschkengebirges in der Quellmulde des rechten Zuflusses zur Lausitzer Neiße im Zittauer Becken (Žitavská pánev). Nördlich erhebt sich der Landův kopec (372 m), im Osten der Hlásný vrch (Siebenfichten, 374 m) sowie im Nordwesten der Liščí kopec (Fuchsberg, 346 m) und der Pískový vrch (Stenker, 347 m).
Nachbarorte sind Václavice im Norden, Dolní Vítkov und Vysoká im Osten, Dolní Chrastava und Chrastava im Südosten, Bílý Kostel nad Nisou im Süden, Dolní Suchá im Südwesten, Chotyně im Westen sowie Grabštejn im Nordwesten.

## Geschichte
Bekenhain wurde 1711 gegründet. Die zur Herrschaft Grafenstein gehörige kleine Ansiedlung wurde im Laufe ihrer Geschichte auch als Böckenhain, Bökenhein und Beckenhain bezeichnet. Die Bewohner des Dorfes ernährten sich von der Landwirtschaft.
Nach der Aufhebung der Patrimonialherrschaften bildete Bekenhain ab 1850 einen Ortsteil der politischen Gemeinde Weisskirchen im Bezirk Reichenberg und Gerichtsbezirk Kratzau. Im Jahre 1908 bestand das, nun als Bäckenhain bezeichnete Dorf aus 21 Häusern und hatte 94 Einwohner. Diese waren durchweg Katholiken und gehörten der deutschen Volksgruppe an. Gepfarrt war der Ort zur Kirche St. Nikolaus in Weisskirchen.
Infolge des Münchner Abkommens wurde Bäckenhain als Teil der Gemeinde Weißkirchen an der Neiße 1938 dem Deutschen Reich zugeschlagen und gehörte bis 1945 zum Landkreis Reichenberg. Nach Kriegsende erfolgte die Vertreibung der deutschen Bevölkerung. Im Jahre 1946 erhielt der Ort den Namen Pekařka. Pekařka hat sich bis heute seinen rein landwirtschaftlichen Charakter bewahrt. 1991 hatte der Ort 161 Einwohner. Im Jahre 2001 bestand das Dorf aus 10 Wohnhäusern, in denen 21 Menschen lebten.